# Paragonita
La paragonita és un mineral de la classe dels silicats, que pertany al grup de les miques. Va ser descrita l'any 1843, trobada a la muntanya Campione, Tessino, Suïssa. El nom deriva del grec, paragon, que vol dir confusió, per la seva semblança amb el talc.

## Característiques
La paragonita és un silicat de fórmula química NaAl₂(AlSi₃O10)(OH)₂. Cristal·litza en el sistema monoclínic. La seva duresa a l'escala de Mohs és 2,5. És incolora, groc pàl·lida, grisenca, blanc grisenca o verdosa. La paragonita és un mineral comú en roques metamòrfiques.
Segons la classificació de Nickel-Strunz, la paragonita pertany a «09.EC - Fil·losilicats amb plans de mica, compostos per xarxes tetraèdriques i octaèdriques» juntament amb els següents minerals: minnesotaïta, talc, willemseïta, ferripirofil·lita, pirofil·lita, boromoscovita, celadonita, chernykhita, montdorita, moscovita, nanpingita, roscoelita, tobelita, aluminoceladonita, cromofil·lita, ferroaluminoceladonita, ferroceladonita, cromoceladonita, tainiolita, ganterita, annita, ephesita, hendricksita, masutomilita, norrishita, flogopita, polilithionita, preiswerkita, siderofil·lita, tetraferriflogopita, fluorotetraferriflogopita, wonesita, eastonita, tetraferriannita, trilithionita, fluorannita, shirokshinita, shirozulita, sokolovaïta, aspidolita, fluoroflogopita, suhailita, yangzhumingita, orlovita, oxiflogopita, brammal·lita, margarita, anandita, bityita, clintonita, kinoshitalita, ferrokinoshitalita, oxikinoshitalita, fluorokinoshitalita, beidel·lita, kurumsakita, montmoril·lonita, nontronita, volkonskoïta, yakhontovita, hectorita, saponita, sauconita, spadaïta, stevensita, swinefordita, zincsilita, ferrosaponita, vermiculita, bileyclor, chamosita, clinoclor, cookeïta, franklinfurnaceïta, gonyerita, nimita, ortochamosita, pennantita, sudoïita, donbassita, glagolevita, borocookeïta, aliettita, corrensita, dozyita, hidrobiotita, karpinskita, kulkeïta, lunijianlaïta, rectorita, saliotita, tosudita, brinrobertsita, macaulayita, burckhardtita, ferrisurita, surita, niksergievita i kegelita.
Als territoris de parla catalana ha estat descrita al coll de la Boquera, a Mont-ras (Baix Empordà).